# Perfect Dark (Game Boy Color)
Perfect Dark är titeln på ett spel utvecklat av Rare avsett att användas tillsammans med en Game Boy Color. Spelet har ett 2D sidscrollande upplägg och kan utbyta information via ett så kallat Transfer Pak med den version av spelet som är avsedd för Nintendo 64.